# Crucifixión

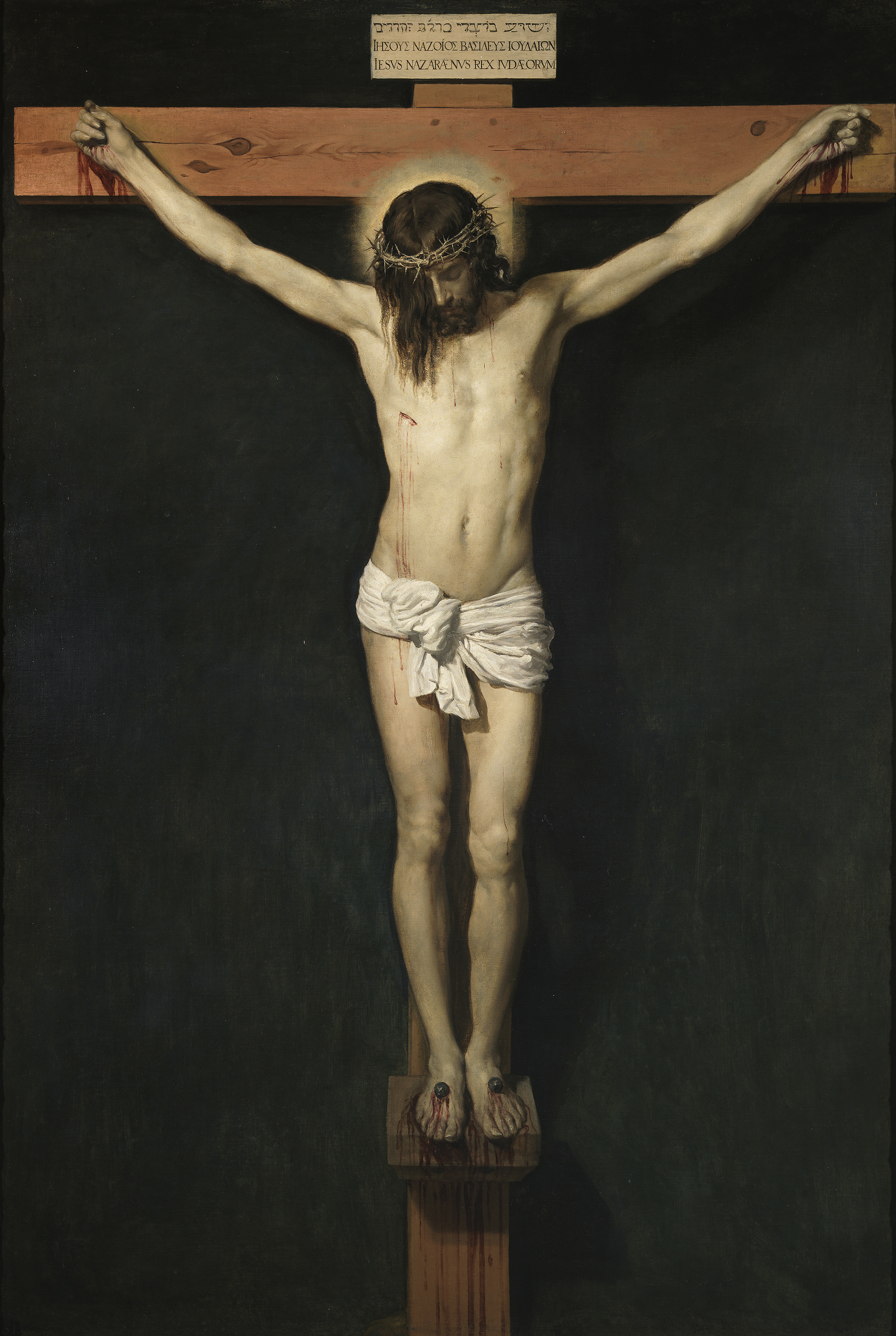
Cristo crucificado, por Diego Velázquez.

La crucifixión (Σταύρωση en griego, Cruci figere y crucifixio en latín) es un método de ejecución en el que el reo es clavado o atado a una cruz de madera, normalmente desnudo, y es abandonado allí hasta su muerte por el agotamiento físico y la asfixia.
Esta forma de ejecución fue ampliamente utilizada en la Antigua Roma y en culturas vecinas del Mediterráneo; métodos similares habían sido inventados por el Imperio persa.
La crucifixión fue utilizada por los romanos hasta el año 337, después de que el cristianismo fuera legalizado en el Imperio romano en 313 favorecido por el emperador Constantino, pero antes de que se convirtiera en la religión oficial del imperio en 380 bajo Teodosio.
Actualmente, en ciertos países con interpretaciones legales de la sharía dentro de su código penal como Arabia Saudita, los Emiratos Árabes Unidos, Sudán y grupos terroristas como el Estado Islámico la usan como método de tortura y ejecución.

## Detalles de la crucifixión

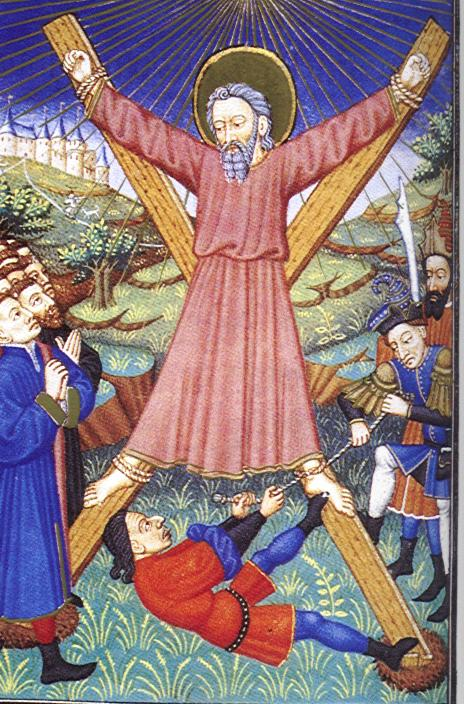
Crucifixión de San Andrés.

La crucifixión era usualmente utilizada para exponer a la víctima a una muerte particularmente lenta, horrible (para disuadir a la gente de cometer crímenes parecidos) y pública, utilizando todos los medios necesarios para su realización. Los métodos de la crucifixión variaban considerablemente con el lugar y el tiempo donde se efectuaban.
Las palabras griegas y latinas que corresponden a “crucifixión” se aplicaban a formas diversas de ejecución dolorosa, desde empalar en una estaca, clavar o atar en un árbol, o en un poste, hasta formas complejas con diversos travesaños y piezas.
En algunos casos, antes de la crucifixión, los romanos acostumbraban a dar latigazos (flagelar) al reo. Luego, y durante el trayecto hasta el lugar de ejecución, el condenado era obligado a cargar un yugo de madera ("Patibulum" o "furca") sobre sus propios hombros, que posteriormente solía ser usado como travesaño de la cruz.
El historiador romano Tácito documenta que la ciudad de Roma tenía un lugar específico para llevar a cabo las ejecuciones, un área especialmente destinada para la crucifixión, situado afuera de la puerta del Esquilino.
La persona muchas veces era atada al patíbulo por medio de cuerdas, pero el uso de clavos se documenta por varias fuentes, como en el caso de Flavio Josefo, donde sostiene que en la primera guerra judío-romana (70) «los soldados enfurecidos, clavaban a las cruces a los que eran capturados a unos en una posición y a otros en otra (allon allói skhémati)»; también se mencionan «clavos» en el evangelio de Juan (Juan 20,25). Arqueológicamente estos artículos son más bien escasos, pues algunos objetos utilizados en la crucifixión de los criminales, tales como los clavos, eran codiciados como amuletos con propiedades medicinales.

## Instrumento de ejecución
La forma del instrumento empleado en las crucifixiones podía ser muy variada. Flavio Josefo describe múltiples torturas y posiciones en que Tito crucificó a los rebeldes durante la primera revuelta judía (70). 
Al principio los persas fijaban al reo tan solo a una estaca vertical, llamada en la terminología inventada por Justo Lipsio crux simplex ad affixionem. Esta era la construcción disponible más sencilla de torturar y matar a los criminales. Los romanos añadieron posteriormente travesaños de madera atados en la parte superior del poste o estaca formando una T (crux commissa), y también la forma más familiar entre los cristianos (crux immissa). Otras formas comunes eran en forma de X o de Y.
Los escritos más antiguos que relatan crucifixiones describen la forma de la letra T (la letra griega tau) o compuesta de un poste (stipes o palus), con un travesaño (patibulum) sujetado por medio de una clavija en la parte superior:
Plauto (254-184 a. C.) habla del patibullum usado como travesaño o como sinónimo de cruz:

«Preveo que estáis condenado a morir fuera de las puertas, en esa posición: con las manos extendidas y clavadas al patíbulo».
Miles Gloriosus 359-360.

Dionisio de Halicarnaso (primer siglo a. C.) describe esta antigua práctica:

“Los hombres a quienes se les ordena llevar al esclavo a su castigo, habiendo extendido sus manos las atan a un pedazo de madera extendido por su pecho y hombros hasta sus muñecas, siguiéndolo, desgarrando su desnudo cuerpo por los latigazos”.
Antigüedades Romanas, 7.69.1-2.

Séneca (c. 4 a. C. al 65 d. C.) también refiere:

“Se esforzaban por soltarse de sus cruces, a las que cada uno estaba clavado de sus manos [...] ¡Algunos de ellos llegaron hasta a escupir sobre los espectadores desde sus propios patíbulos!
De Vita Beata, 19.3

## Ubicación de los clavos

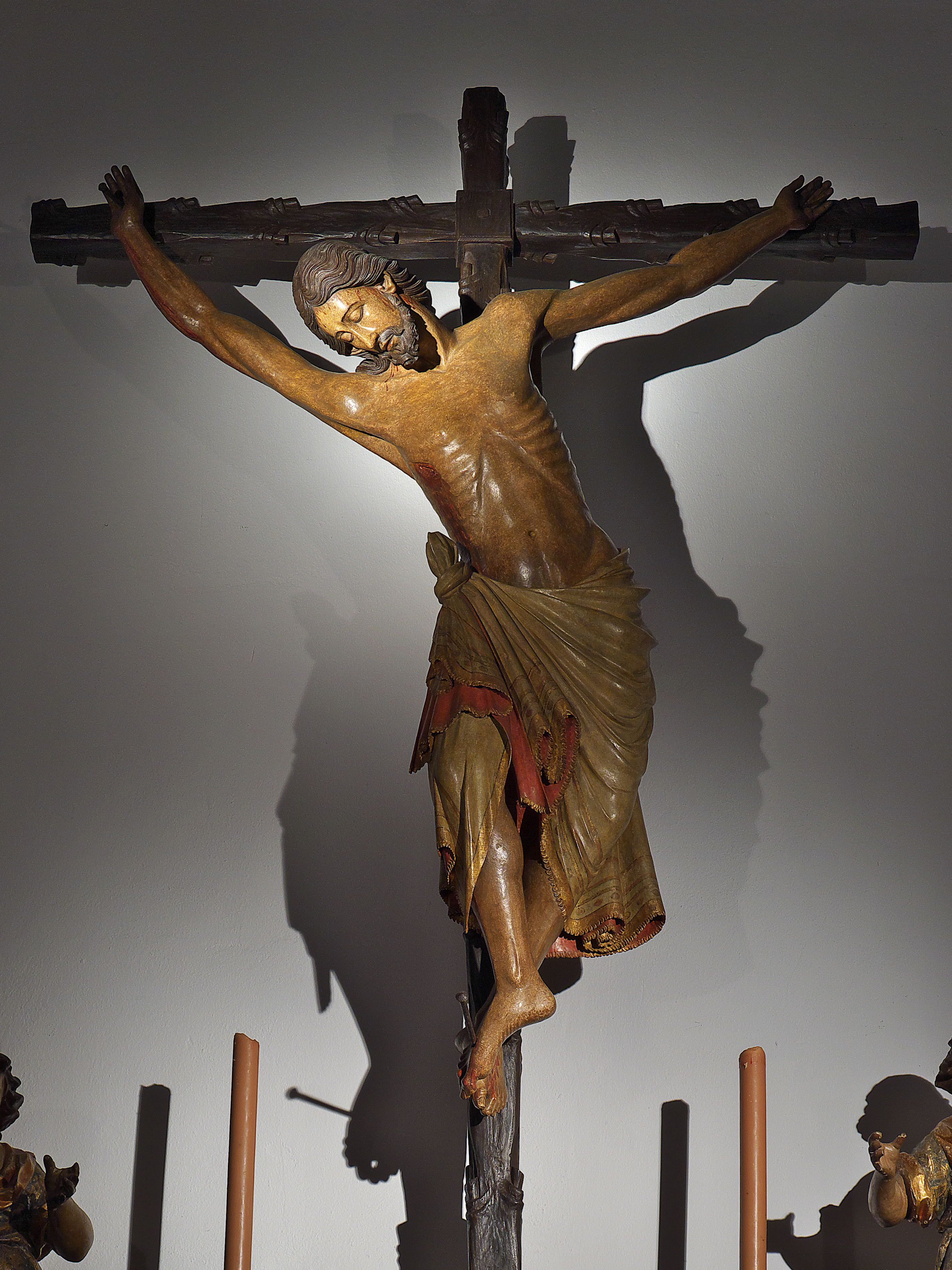
Cristo de San Pedro. Sanlúcar la Mayor.

En la cultura popular existe la creencia (posiblemente derivada de leer literalmente la descripción del evangelio de Juan de que las heridas de Cristo estaban «en las manos»), de que el condenado era clavado en las manos, sin embargo documentos históricos refieren que los clavos estaban en las χείρ, palabra griega que generalmente se traduce como ‘mano’, que se refiere desde el brazo hasta la mano, mientras que si se quiere describir específicamente la mano se escribe ἄκρην οὔτασε χεῖρα.
Una posibilidad que no requiere que además hubiese sido atado es que los clavos se insertaron justo debajo de las muñecas, entre los dos huesos del antebrazo (el radio y el cúbito). Los clavos también pudieron haber sido colocados a través de la muñeca, en el espacio entre los huesos del carpo, conocido como espacio de Destot. La palabra utilizada en los evangelios χείρ traducida como “mano” es utilizada también en Hechos 12:7 donde se narra que las cadenas de Pedro cayeron de “sus manos” siendo que éstas debieron de estar colocadas en sus muñecas. Esto muestra que el uso semántico de χείρ es mucho más amplio que el término castellano mano, y puede que los clavos estuviesen situados en la muñeca.
Un experimento realizado por un documental del canal de National Geographic titulado Quest For Truth: The Crucifixion (Búsqueda de la verdad: La crucifixión) mostró que una persona puede ser suspendida por la palma de su mano. Clavar los pies a un lado de la cruz libera esfuerzo en las muñecas depositando la mayor parte del peso en la parte baja del cuerpo. Otra posibilidad, sugerida por Frederick Zugibe, es la de que los clavos pudieron haber sido colocados entrando en la palma, en la base del dedo pulgar y salió por la muñeca, pasando por el túnel carpiano.
Una ménsula o supedaneum atado en la cruz, probablemente para quitar el peso del cuerpo de las muñecas es incluida constantemente en representaciones de la crucifixión de Jesús, pero esto no es mencionado en fuentes antiguas. Estas, sin embargo, documentan un pequeño asiento en la parte frontal de la cruz (sedile).

## Causas de la muerte

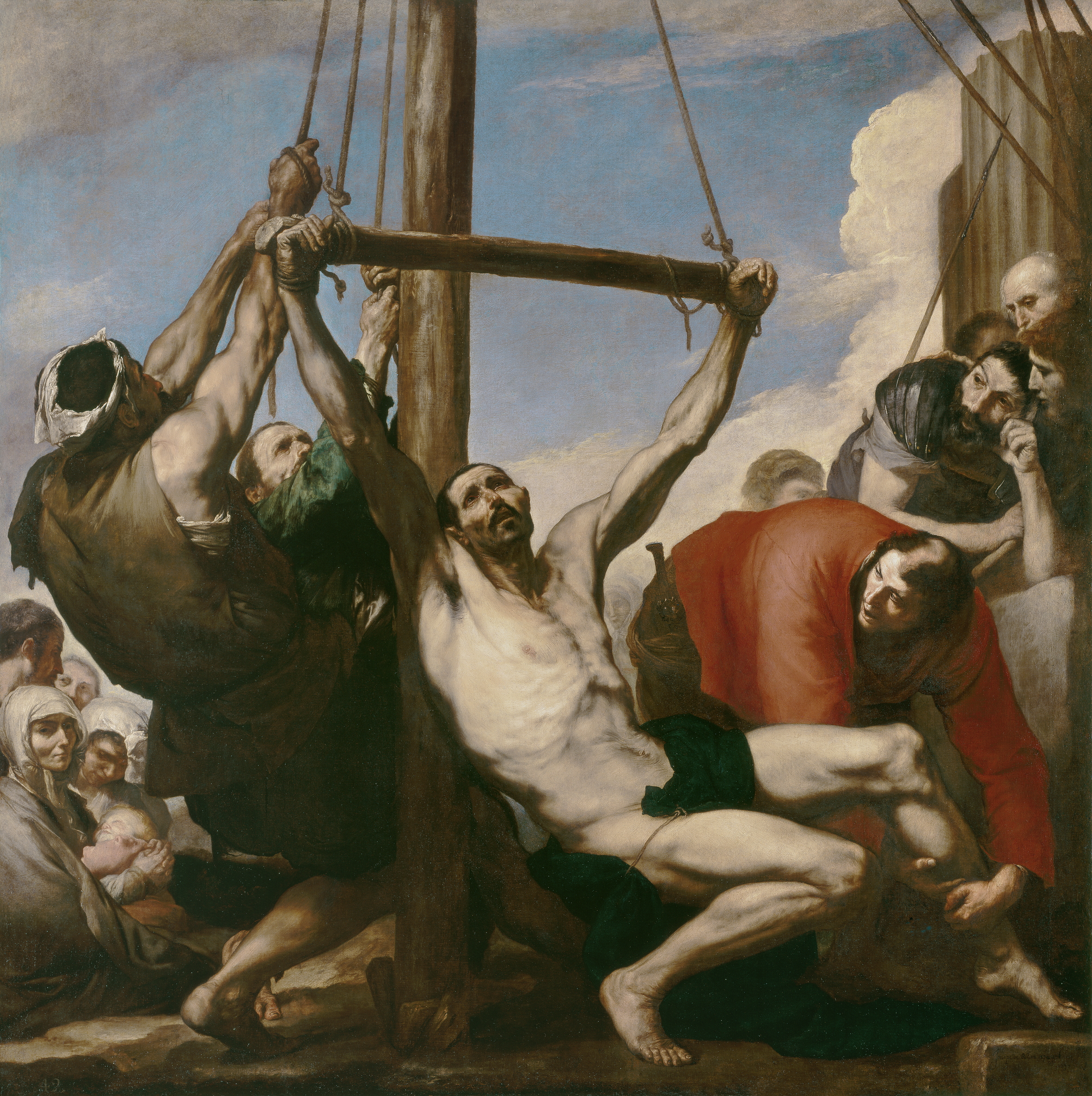
El martirio de san Felipe, por José Ribera, Museo del Prado, Madrid.

El tiempo necesario para alcanzar la muerte va de horas hasta varios días, dependiendo exactamente del método empleado, el estado de salud de la persona crucificada y circunstancias ambientales.
Algunos investigadores creyeron que la muerte podía producirse como resultado de una «rotura del corazón», debido a la historia bíblica del agua y la sangre que fluye de la herida de Cristo.
Otra teoría, del cirujano Pierre Barbet, establece que la causa típica de la muerte en la cruz era la asfixia.
Experimentos en voluntarios desde 1980, realizados por el doctor Frederick Zugibe de la Universidad de Columbia, han revelado que cuando alguien se encuentra suspendido con los brazos de 60° a 70° desde la vertical, aun teniendo menor dificultad para respirar que con los brazos en posición directamente sobre su cabeza, experimenta un dolor e incomodidad que crece rápidamente, pudiendo sobrevenir la muerte en cuestión de minutos u horas según si tuviera una base para apoyar los pies. Zugibe asegura que el crurifragium, era utilizado solo como golpe de gracia, causando un shock traumático severo o causando embolia grasa, pero de ninguna manera induciendo la muerte por asfixia.
Hoy se cree que la muerte en una cruz podía suceder por múltiples razones, como shock hipovolémico, debido a la hemorragia causada por los azotes y los clavos; o sepsis generalizada por las heridas infectadas. También podía suceder por la combinación de una serie de otras causas como deshidratación, insolación, cansancio crónico, que finalmente podían llevar a un paro cardíaco, etc. Estudios más recientes citan también al shock ortostático, acumulación de sangre en las venas (generalmente en las piernas) debido a la gravedad. Si las piernas están completamente inmóviles, un exceso de sangre se acumula en las venas, que son capaces de expansión y, por lo tanto, poseen una capacidad considerable. Durante la acumulación venosa excesiva, el gasto cardíaco y la presión arterial caen, lo que reduce críticamente la cantidad y/o la calidad de la sangre (oxigenada) que fluye al cerebro, y se produce el síncope y la muerte.
Era posible, sin embargo, sobrevivir a la crucifixión y existen registros de algunos supervivientes. El historiador Josefo describe que encontró a tres de sus conocidos crucificados. Él rogó al emperador Tito por ellos y se les concedió el indulto. Fueron descolgados vivos y tratados con el mayor cuidado para su recuperación. Dos de ellos murieron mientras que el tercero logró sobrevivir. Josefo no da detalles de los cuidados o tratamientos a que fueron sometidos.

## Evidencia arqueológica de crucifixiones antiguas

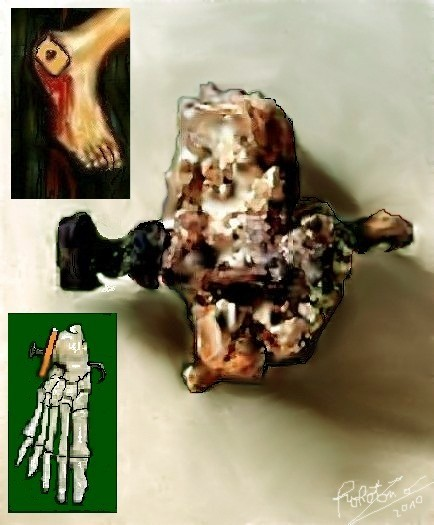
Única evidencia antropológica encontrada en 1968, sobre una crucifixión.

Además de las referencias de la crucifixión que nos brinda el historiador Flavio Josefo, así como otras fuentes, solo existe un descubrimiento arqueológico de un cuerpo crucificado que data del Imperio romano alrededor de la época de Jesús, descubierto en 1968 en la localidad de Giv'at ha-Mivtar (Ras el-Masaref), al norte de Jerusalén.
Los restos fueron encontrados accidentalmente en un osario con el nombre del crucificado en él: Jehohanan, “Yehohanan, hijo de Hagkol”. El arqueólogo V. Tzaferis revisó los restos, encontrando que en el hueso del calcáneo (talón) del pie derecho del difunto aún se encontraba un clavo oxidado. Se trataba de un joven que había sido crucificado entre el año 7 y 66 d. C. El profesor Nicu Haas, antropólogo de la Universidad Hebrea y Escuela de Medicina Hadasha de Jerusalén, examinó este osario y llegó a la conclusión de que ambos talones del sujeto habían sido atravesados por un solo clavo (el cual aún se encontraba doblado por la punta), lo que indicaba que el hombre había sido crucificado. La punta del clavo tenía fragmentos de madera de olivo indicando que había sido ejecutado en una cruz hecha de madera de olivo o sobre un árbol de esta misma especie. Tenía fracturadas las rodillas y las tibias, hecho infligido probablemente para acelerar su muerte.
El profesor Haas también encontró un rasguño en la cara interior del radio del brazo derecho, cerca de la muñeca. Dedujo por la forma del rayón en el hueso, así como que los huesos de la muñeca se encontraban intactos, que el clavo fue introducido en el antebrazo de esa forma.
Un reexamen posterior del hallazgo, hecho en 1985 por el profesor Joe Zias y el doctor Eliezer Seketes, de la Universidad Hebrea y Escuela de Medicina Hadasha, demostró que el clavo que Haas había supuesto de 17 a 18 cm de largo, en verdad era de solo 11,5 cm, con lo que cada pie fue clavado de manera independiente a cada lado de la cruz. Tampoco encontraron vestigios de clavos usados en los antebrazos. Adicionalmente, una pieza de madera de acacia fue encontrada entre los huesos y la cabeza del clavo, presumiblemente utilizada para mantener los pies clavados y que éstos no se deslizaran a través del clavo.
En 2021 se descubrió, cerca de Londres, Reino Unido, los restos de un hombre que tenía atravesado un clavo en uno de sus pies. También en su esqueleto tenía evidencias de heridas que pudo haber sufrido antes de morir.

## Historia de la crucifixión

### Antes de Roma

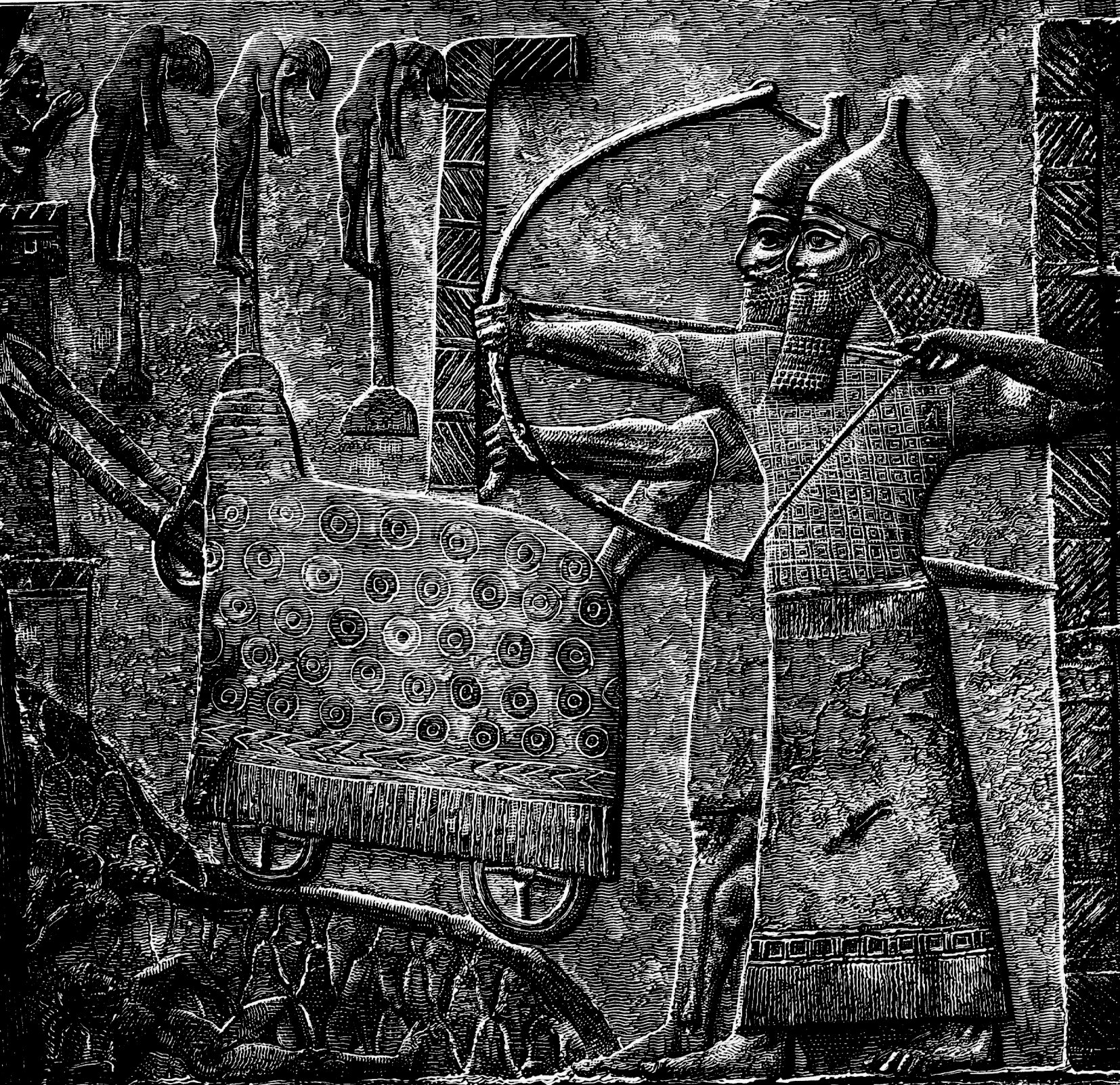
Se cree que el empalamiento asirio fue un prototipo de las crucifixiones posteriores.

Probablemente se originó en Asiria; fue utilizado este método sistemáticamente por los persas del Imperio aqueménida durante el siglo VI a. C., ya que consideraban sagrados el fuego y la tierra, por lo que suspender al reo ejecutado desde postes era la forma más apropiada de disponer de sus restos. Hay un caso descrito por Heródoto, el historiador griego, en el que Darío I mandó crucificar a 3000 babilonios.
Alejandro Magno copió este sistema y lo introdujo en los países del este del Mediterráneo en el siglo IV a. C.; un registro dice que lo utilizó después de su asedio agotador y oneroso de Tiro, en Fenicia, crucificando a 2000 supervivientes. Algunos historiadores aseguran que Alejandro también crucificó a Calístenes, su historiador y biógrafo oficial, por objetar su adopción de la ceremonia persa de adoración real.
Los fenicios cartagineses lo introdujeron en Roma en el siglo III a. C. durante las guerras púnicas.
Hay evidencias de que los piratas capturados eran crucificados en el puerto de Atenas alrededor del siglo VIII a. C.
Algunos teólogos cristianos, basándose en Pablo de Tarso, han interpretado una alusión a la crucifixión en el Deuteronomio 21:22-23, aquí se refiere a «ser colgado de un árbol», pero puede también ser asociado con un linchamiento o ahorcamiento tradicional. Sin embargo, la tradición judía del Talmud permitía cuatro métodos de ejecución: apedreamiento, hoguera, estrangulamiento y decapitación; pero la crucifixión estaba prohibida en la ley judía.
Flavio Josefo describe cómo el rey Alejandro Janneo mandó crucificar a ochocientas personas como represalia por haberse rebelado contra él. Este episodio también aparece en los Manuscritos del Mar Muerto.
En la ciudad hispana de Cartago Nova, la crucifixión fue establecida como método de ejecución, que era aplicada a los generales que sufrían una gran derrota.

### Imperio Romano
En los tiempos prerrepublicanos, los romanos en ocasiones castigaban a los esclavos desobedientes atándolos a los árboles baldíos y se les azotaba hasta su muerte. De acuerdo con esto existe la tesis de que la crucifixión se pudo haber desarrollado a partir de la antigua costumbre del arbori suspendere, que era colgar a un reo de un arbor infelix (árbol infortunado) dedicado a los dioses del mundo de las tinieblas, pero el profesor William A. Oldfather escribió un detallado estudio refutando la idea que este castigo no involucraba ninguna forma de ahorcamiento o de cualquier otro tipo de método para causar la muerte, además de que asegura que el arbor infelix era dedicado a dioses particulares. Tertuliano menciona en el siglo I d. C. algunos casos donde los árboles eran usados en la crucifixión. Séneca el Joven utilizó antes la frase infelix lignum (madera infortunada) para referirse a la cruz.
De acuerdo con otras autores los romanos aprendieron la crucifixión de los cartagineses.
Bajo la práctica penal de la antigua Roma la crucifixión también exhibía el bajo estatus social del criminal. Era utilizada para esclavos (de ahí que Séneca lo llamara supplicium servile) y más tarde fue extendida a libertos de las provincias (“humildes”), rebeldes, piratas y para enemigos y criminales odiados. Se crucificó tanto a las mujeres como a los hombres. Los ciudadanos romanos condenados no eran crucificados. Estaban exentos de morir colgados ya que morían más honorablemente por decapitación. La excepción era cuando se cometían crímenes mayores en contra del estado, tal como alta traición (Josefo menciona que judíos de alto rango eran crucificados para mostrar que su elevado estatus había sido suprimido). La víctima crucificada tenía que desnudarse por completo antes de ser clavada a la cruz, sin importar si era hombre o mujer. Por eso la crucifixión era considerada como la forma más vergonzosa y humillante de morir.
Era común que los grupos de ejecución estuvieran compuestos por cuatro soldados y un centurión, y que estos pudieran reclamar los bienes y la ropa de la víctima como parte de su salario (expoliatio). Sobre el reo solía fijarse un "titulus" (gr.: Titlos) o inscripción de la acusación.
Crucifixiones masivas notorias se llevaron a cabo durante la tercera guerra servil en el 73-71 a. C. (la rebelión bajo el liderazgo de Espartaco), otras guerras civiles romanas en el siglo segundo y primero a. C. y en la destrucción de Jerusalén en el 70 d. C. Josefo narra sobre romanos crucificando a la gente en las paredes de Jerusalén, cuenta también que los romanos crucificaban a los criminales en distintas posiciones. En la crucifixión los condenados sufrían una muerte lenta por sofocación. El cuerpo era mantenido allí para que fuera devorado por los buitres y otras aves.
La meta de la crucifixión romana no era solamente matar al criminal, sino también mutilar y deshonrar el cuerpo del condenado. El control sobre el propio cuerpo era vital en culturas antiguas. La pena capital quitaba ese “autocontrol” lo que denotaba la pérdida del honor. También en las culturas antiguas una muerte honorable requería del entierro, dejar el cuerpo en la cruz así como mutilar y evitar su sepelio eran una gran deshonra. Además, normalmente los condenados eran expuestos desnudos. Los romanos habitualmente rompían las piernas de los condenados para acelerar su muerte y evitar su entierro.
El emperador Constantino abolió la crucifixión en el Imperio romano al final de su reinado.

### Crucifixión en Japón

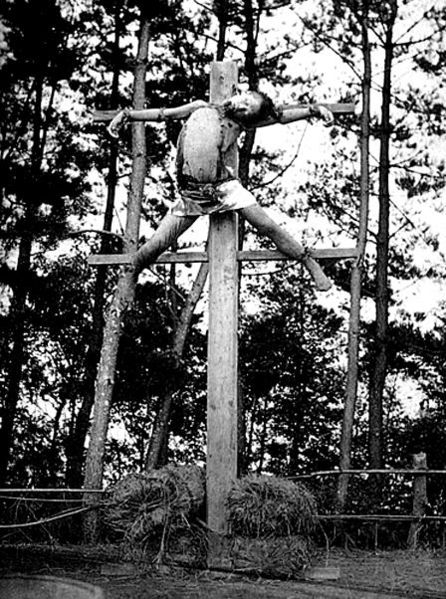
A principios de la era Meiji, el sirviente Sokichi fue ejecutado por crucifixión por asesinar al hijo de su empleador.

La crucifixión se utilizó en Japón antes y durante el Shogunado Tokugawa. Era llamado haritsuke en japonés. El condenado (usualmente un criminal sentenciado) era atado a una cruz en forma de “T”. Al final de la ejecución, terminaban con su vida clavándole lanzas. El cuerpo era dejado allí durante un tiempo antes del entierro.
El 5 de febrero de 1597, 26 cristianos, japoneses y extranjeros, tanto clérigos como laicos, fueron clavados en cruces en la colina Nishizaka de Nagasaki, Japón. Entre los ejecutados se encontraban Pedro Bautista, un franciscano español que había trabajado cerca de 10 años en Filipinas, Felipe de Jesús, un fraile novohispano, y Pablo Miki, un japonés convertido al cristianismo. Estas ejecuciones marcaron el comienzo de una larga historia de persecución a los cristianos en Japón, que siguió hasta que los Estados Unidos y otros aliados vencieron a Japón en 1945, finalizando la Segunda Guerra Mundial. La aclamada novela histórica Silencio, del autor japonés Shūsaku Endō, da un recuento de la persecución del siglo XVII basado en las historias transmitidas oralmente en las comunidades Kakure Kirishitan.

## Crucifixión como castigo en tiempos modernos

### Arabia Saudita
Varias personas fueron ejecutadas por crucifixión en Arabia Saudita en la década de 2000, aunque en ocasiones fueron decapitados y luego crucificados. En marzo de 2013, se dispuso que un ladrón condenado a ser ejecutado fuera crucificado durante tres días. Sin embargo, el método fue cambiado.
Ali Mohammed Baqir al-Nimr fue detenido en 2012 cuando tenía 17 años por participar en una protesta en 2011-2012 contra el gobierno, en Arabia Saudita durante la Primavera Árabe. En mayo de 2014, Ali al-Nimr fue condenado a ser decapitado públicamente y crucificado.
En agosto de 2018, Elias Abulkalaam Jamaleddeen, originario de Birmania, fue crucificado en la ciudad de La Meca, tras entrar en la casa de una mujer a la que disparó y acuchilló repetidamente, para posteriormente robar. Sentencia ratificada por la Corte Suprema de Arabia Saudí y respaldada por el rey.

### Sudán
En la quincuagésima sesión de la Comisión de los Derechos Humanos de la ONU (1994), obispos locales informaron de varios casos de crucifixión a sacerdotes cristianos. El código penal de Sudán, basado en la interpretación del gobierno de la Shari'a, contempla la ejecución por crucifixión. La sentencia ha sido aprobada en fechas recientes, donde en 2002 se tuvo constancia de 88 personas condenadas.

### Yemen
En Yemen se establece la crucifixión no letal de los criminales, aunque este castigo aparentemente también está reservado para aquellos condenados a muerte.

### Otras
Durante la Primera Guerra Mundial, existieron fuertes rumores de que soldados alemanes crucificaron a un soldado canadiense en un árbol o en la puerta de un granero con bayonetas o cuchillos de combate. Este suceso fue revelado primeramente en 1915 por el soldado George Barrie de la primera división canadiense. Siempre se ha especulado que pudiese ser propaganda por parte de los Aliados; sin embargo, en 2002, un programa llamado “Secret History” (Historia secreta) identificó al soldado como Harry Band, lo que le ha dado credibilidad a la historia.
Durante la Segunda Guerra Mundial, en el campo de concentración de Dachau, homosexuales y Bibelforschers (Testigos de Jehová) fueron colgados de postes por las manos atadas a la espalda, agonizando durante horas con los pies colgando en el vacío, lo que es un tipo de crucifixión.

## Crucifixión como práctica devocional
Desde mediados del siglo XIX, un grupo de católicos flagelantes en Nuevo México llamados “Hermanos de la Luz” realizan representaciones de la crucifixión de Jesús durante la Semana Santa, donde el penitente es atado (no clavado) a una cruz. Algunos otros ejemplos son las realizadas en Iztapalapa en la Ciudad de México, la cual data de 1833. Crucifixiones devocionales también son comunes en Filipinas durante esa festividad, donde incluso se utilizan clavos reales para clavar las manos. En muchos casos el intérprete de Jesús es sometido primero a la flagelación y usa una corona de espinas sobre su cabeza.

## Crucifixiones famosas

Crucifixión de San Pedro, por Caravaggio.

- Jesús de Nazaret, el caso más conocido de crucifixión, según los textos cristianos fue condenado a morir en una crux commissa modificada para colocar un letrero sobre su cabeza por Poncio Pilatos, el gobernador romano de la provincia de Judea. Según el Nuevo Testamento, esto fue por presiones por parte de los líderes judíos, que estaban escandalizados pues aseguraba ser el Mesías. El cargo fue declararse “Rey de los judíos”, es decir, traición a Roma y sedición.

- Los soldados rebeldes de la tercera guerra servil: entre 73 y 71 a. C., un grupo de esclavos (finalmente contados como cerca de 120.000) bajo el mando (al menos parcial) de Espartaco contra la República Romana. La revuelta fue aplastada y se cree que el propio Espartaco murió en la batalla final. Se estima que cerca de 6000 de sus seguidores fueron crucificados a lo largo de 200 kilómetros en el camino entre Capua y Roma, como advertencia para otras revueltas.

- San Pedro. Según los Hechos Apócrifos de Pedro, fue crucificado cabeza abajo en Roma, tras la persecución de Nerón, cerca del año 62. En el Evangelio de Juan se insinúa su muerte por crucifixión:

"«En verdad, en verdad te digo: cuando eras joven, tú mismo te ceñías, e ibas adonde querías; pero cuando llegues a viejo, extenderás tus manos y otro te ceñirá y te llevará adonde tú no quieras.» Con esto indicaba la clase de muerte con que iba a glorificar a Dios." (Jn. 21:18-19)
- San Felipe: El procónsul hizo que atravesaran los talones y tobillos de Felipe con dos ganchos y lo colgaron de un árbol a la entrada del templo.

- San Andrés: Fue crucificado en una cruz en forma de X en la ciudad de Patras, Grecia.

En los Hechos de Andrés se narra que Egeas (o Aegeates), procónsul de Patras, al ver que Andrés había convertido a su esposa Maximila y a miles de personas al cristianismo y que tanto él como sus seguidores se negaban a rendir culto a los dioses paganos, ordenó que fuese azotado por siete hombres y que fuese crucificado. Egeas especificó a los verdugos que no perforaran sus piernas, sino que las atasen, para que así tardase más tiempo en morir. Andrés siguió predicando en la cruz hasta su muerte. Maximila se separó de Egeas por su personalidad perversa y, al verse solo, Egeas se quitó la vida en su casa.
- Los 26 mártires de Japón: Un grupo de clérigos y laicos, tanto japoneses como extranjeros, fueron crucificados en la colina Nishizaka de Nagasaki, Japón, el 5 de febrero de 1597.

- Arzobispo Joachim: Se reportó crucificado de cabeza, en las puertas reales de la catedral de Sebastopol, Ucrania en 1920.

- San Dimas y Gestas: Según una tradición tardía estos son los nombres de los ladrones que fueron crucificados junto a Jesús. Gestas insultó a Cristo y le pidió que le bajara de la cruz; por el contrario, Dimas reconoció la justicia de su suplicio y pidió a Cristo que le recordara en el paraíso.
- Santa Librada: Algunos especialistas en bulimia y anorexia analizan la leyenda y encuentran que el detalle del vello masculino que se extendió por todo su cuerpo y la barba hirsuta da verosimilitud a la historia. En su afán de renunciar a su femineidad (para preservar su virginidad) Wilgefortis se privó del alimento. Esta rebeldía, imperdonable en la Edad Media, hizo fracasar los planes matrimoniales de su padre. Entonces su pretendiente rompió el compromiso pactado. En represalia, su progenitor la hizo crucificar.